# Tołoczki Małe
Tołoczki Małe [tɔˈwɔt͡ʂki ˈmawɛ] est un village polonais de la gmina de Kuźnica dans le powiat de Sokółka et dans la voïvodie de Podlachie.

## Historique
Le village de Morawica appartient dès le début du seizième siècle à la famille Tołoczków ou Tołłoczków. Entre 1715 et 1775, il est divisé en trois villages, Tołoczki Małe, Bilminy and Tołoczki Wielkie. Les Tołoczków en restent propriétaires jusqu'à 1880.